# 瀟灑園
瀟灑園（：／ Soswaewon */?）是一个具有典型朝鮮園林布局风格的花园，位于韓國全羅南道潭陽郡歌辭文學面。
花园建于朝鲜王朝时期中期。这个花园符合韩国传统风格的本质特征。许多儒家学者爱在这里讨论学问的房子和写文章。

## 图片集

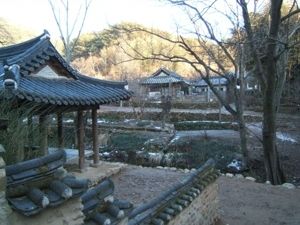
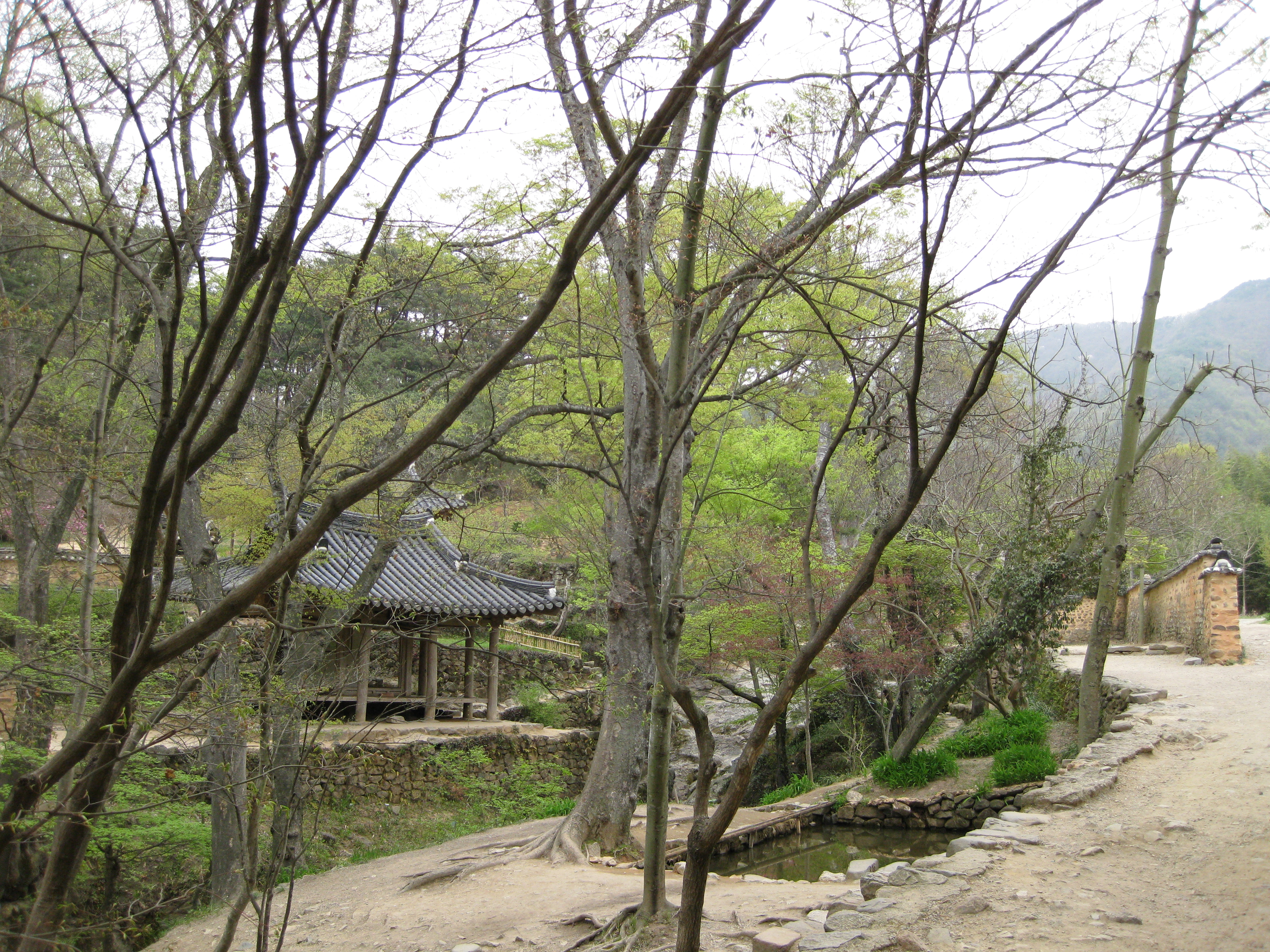
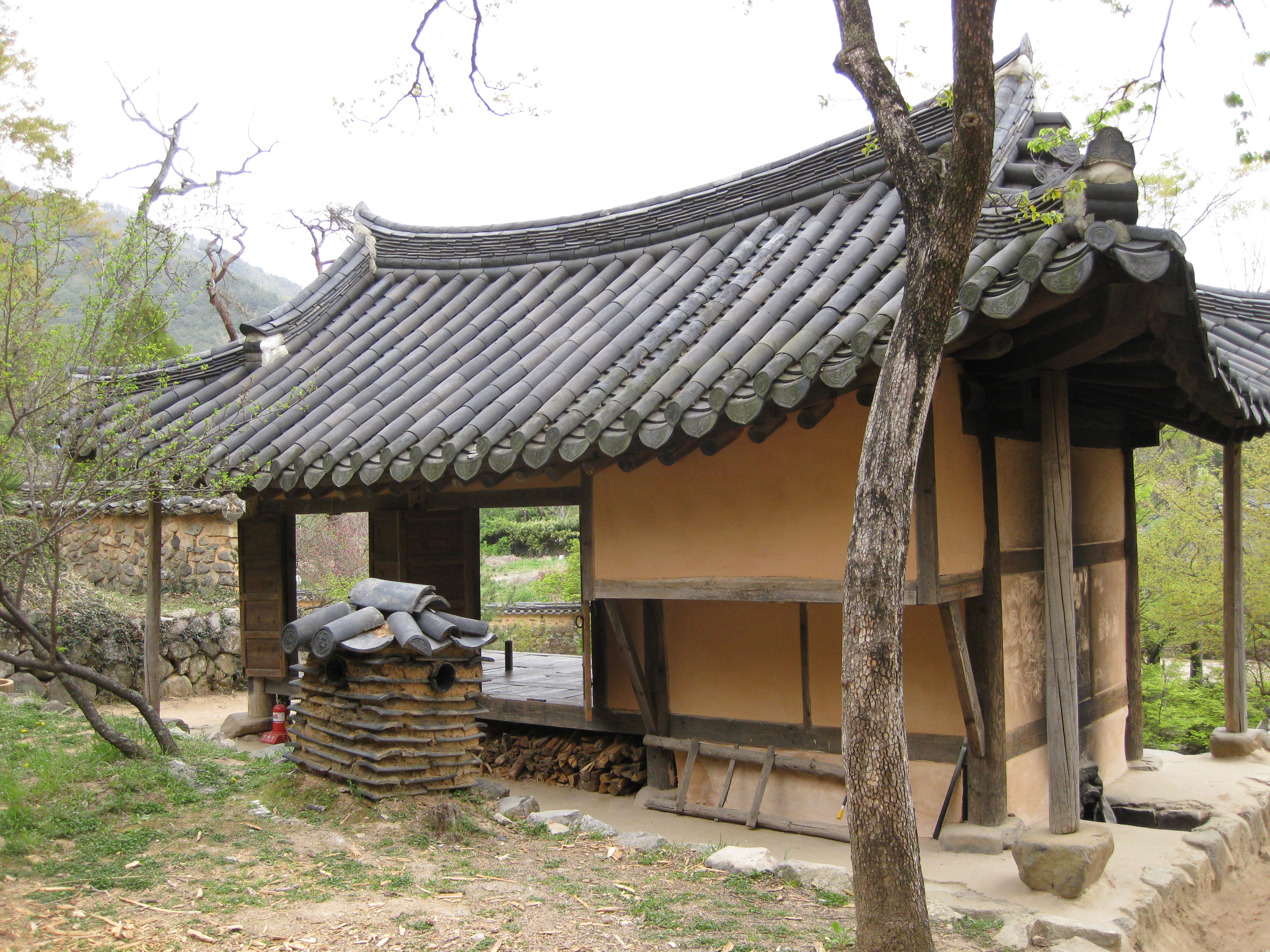
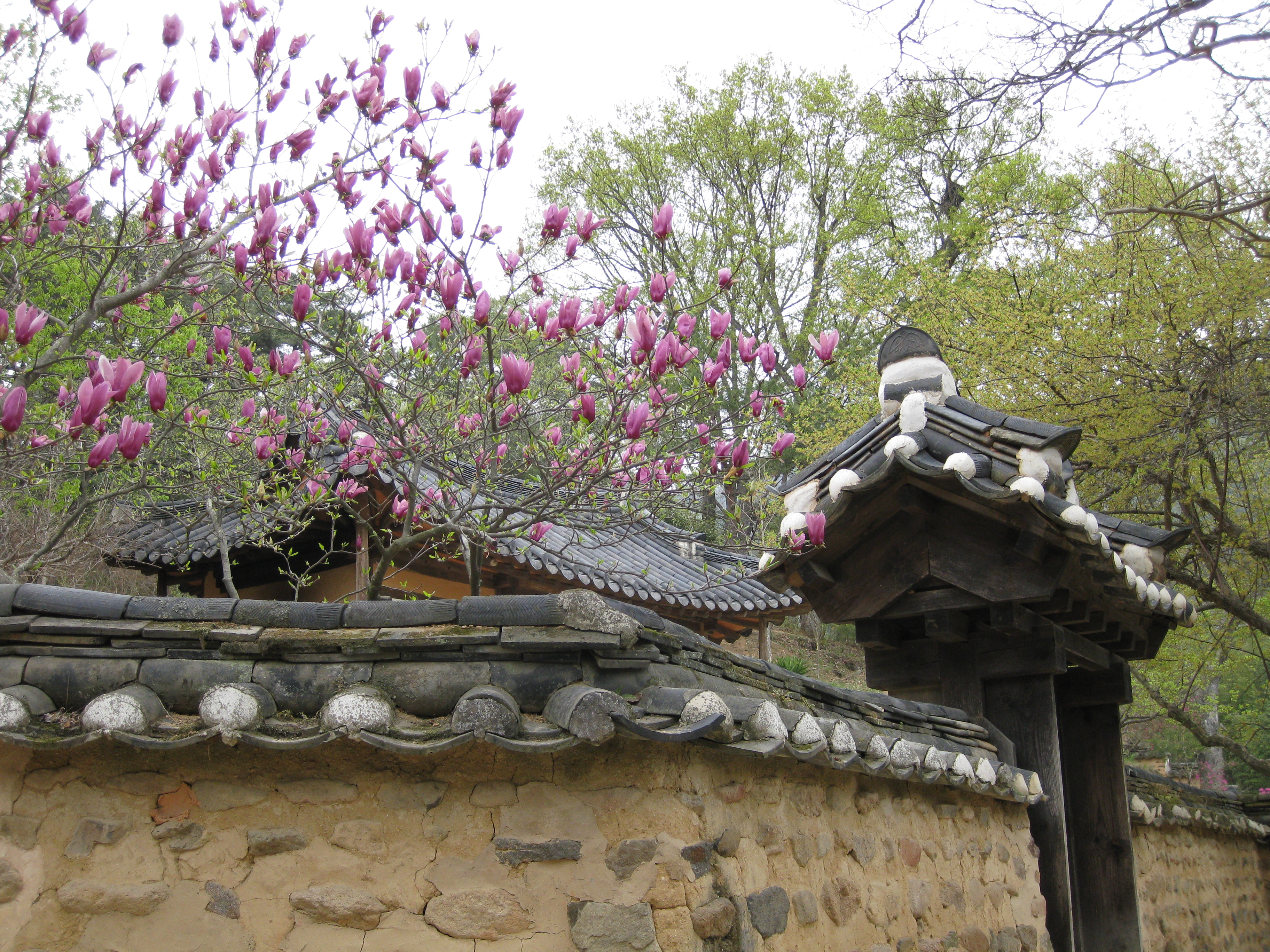